# 布鲁诺·哈巴罗夫斯
布鲁诺·哈巴罗夫斯（1939年4月30日—1994年8月29日），苏联男子击剑运动员。他曾获得1959年世界击剑锦标赛男子重剑个人冠军。他也参加了1960年和1964年夏季奥运会，其中在1960年奥运会获得两枚铜牌。